# Episodi di Numb3rs (prima stagione)
La prima stagione della serie televisiva Numb3rs,  composta da 13 episodi è stata trasmessa in prima visione negli Stati Uniti sul canale CBS dal 23 gennaio al 13 maggio 2005. In Italia è andata in onda su Rai 2 dal 5 marzo 2006 al 1º luglio 2007 per 2 episodi a settimana (mentre il 17 giugno ne vennero trasmessi tre).
| nº | Titolo originale      | Titolo italiano            | Prima TV USA     | Prima TV Italia |
| -- | --------------------- | -------------------------- | ---------------- | --------------- |
| 1  | Pilot                 | Punto di origine           | 23 gennaio 2005  | 5 marzo 2006    |
| 2  | Uncertainty Principle | Il principio di Heisenberg | 28 gennaio 2005  | 5 marzo 2006    |
| 3  | Vector                | Contagio                   | 4 febbraio 2005  | 12 marzo 2006   |
| 4  | Structural Corruption | La forza del vento         | 11 febbraio 2005 | 12 marzo 2006   |
| 5  | Prime Suspect         | L'ipotesi di Riemann       | 18 febbraio 2005 | 10 giugno 2007  |
| 6  | Sabotage              | Sabotaggio                 | 25 febbraio 2005 | 10 giugno 2007  |
| 7  | Counterfeit Reality   | Messaggi cifrati           | 11 marzo 2005    | 17 giugno 2007  |
| 8  | Identity Crisis       | Crisi d'identità           | 1º aprile 2005   | 17 giugno 2007  |
| 9  | Sniper Zero           | Nel centro del mirino      | 15 aprile 2005   | 17 giugno 2007  |
| 10 | Dirty Bomb            | Pericolo in città          | 22 aprile 2005   | 24 giugno 2007  |
| 11 | Sacrifice             | L'angelo della vendetta    | 29 aprile 2005   | 24 giugno 2007  |
| 12 | Noisy Edge            | UFO su Los Angeles         | 6 maggio 2005    | 1º luglio 2007  |
| 13 | Man Hunt              | Caccia all'uomo            | 13 maggio 2005   | 1º luglio 2007  |

## Punto di origine
- Titolo originale: Pilot
- Diretto da: Davis Guggenheim e Mick Jackson
- Scritto da: Nicolas Falacci e Cheryl Heuton

### Trama
L'agente speciale dell'F.B.I. Don Eppes dà la caccia a un serial killer, ma brancola nel buio, l'unico indizio è la mappa con le zone in cui sono stati rinvenuti i cadaveri. Ma è proprio grazie a questa mappa che Charlie, il fratello di Don, giovane matematico di fama mondiale, imposta un'equazione (la Formula di Rossmo) con la quale riesce a determinare il quartiere in cui vive l'assassino.
- Riferimenti matematici:
  - in questo episodio vengono citati Richard Feynman ed Évariste Galois.
  - Charlie spiega la probabilità di vincere la lotteria.

## Il principio di Heisenberg
- Titolo originale: Uncertainty Principle
- Diretto da: Lou Antonio e Davis Guggenheim
- Scritto da: Nicolas Falacci e Cheryl Heuton

### Trama
Dopo una serie di rapine in alcune banche di Los Angeles Don chiede al fratello di aiutarlo a rintracciare i colpevoli o almeno a cercare di capire quale sarà la prossima banca che assalteranno. Charlie riesce ad elaborare un'equazione matematica e fornire lo schema con cui agisce la coppia di rapinatori di banche. Grazie al suo ragionamento l'FBI scopre quale sarà il prossimo obiettivo dei ladri, ma lo schema cambia e Don rischia la vita.
- Riferimenti matematici:
  - Charlie in questo episodio effettua calcoli statistici e di probabilità.
  - Charlie spiega il principio di indeterminazione di Heisenberg.
  - Classi di complessità P e NP.

## Contagio
- Titolo originale: Vector
- Diretto da: David Von Ancken
- Scritto da: Jeff Vlaming

### Trama
Alcune persone che apparentemente non hanno nulla in comune muoiono inspiegabilmente nello stesso giorno. Don teme che la causa sia un attentato bioterroristico e inizia ad indagare. Anche Charlie, intanto, attraverso una serie di calcoli matematici cerca di mettersi sulle tracce dei colpevoli e di capire i motivi di tante morti innocenti.
- Riferimenti matematici:
  - Charlie viene contattato per studiare il propagarsi dell'epidemia, e probabilmente adopera il modello Kermack-McKendrick.
  - Paziente zero.

## La forza del vento
- Titolo originale: Structural Corruption
- Diretto da: Tim Matheson
- Scritto da: Liz Friedman

### Trama
Uno studente che aveva chiesto l'aiuto di Charlie per la sua tesi si suicida gettandosi da un ponte. Il giovane matematico scopre che stava indagando sulla sicurezza di un grattacielo e inizia a sospettare di un omicidio. Nonostante opti per il suicidio Don riapre il caso scoprendo che il fratello aveva ragione.
- Riferimenti matematici:
- Pendolo.
- Pendolo di Foucault.

## L'ipotesi di Riemann
- Titolo originale: Prime Suspect
- Diretto da: Lesli Linka Glatter
- Scritto da: Doris Egan

### Trama
Due malviventi rapiscono la figlia di un matematico, durante la sua festa di compleanno e chiedono come riscatto la formula matematica che consente di risolvere l'ipotesi di Riemann, a cui l'uomo sta lavorando da 15 anni e che consentirebbe l'accesso a qualsiasi dato di internet, compresi i più importanti segreti finanziari del mondo.
- Riferimenti matematici:
- Tutto l'episodio è incentrato sull'ipotesi di Riemann, famoso problema irrisolto della teoria dei numeri.

## Sabotaggio
- Titolo originale: Sabotage
- Diretto da: Lou Antonio
- Scritto da: Liz Friedman

### Trama
Una serie di incidenti ferroviari dovuti a un sabotaggio mettono in allarme l'FBI. Charlie e Amita cercano di decifrare un codice numerico lasciato dall'attentatore sul luogo dei disastri e scoprono che la dinamica degli incidenti è la stessa di un altro incidente ferroviario avvenuto anni prima al quale era sopravvissuto un solo uomo.
- Riferimenti matematici:
  - Successione di Fibonacci.
  - Sezione aurea.
  - Cifrario Beale.

## Messaggi cifrati
- Titolo originale: Counterfeit Reality
- Diretto da: Alex Zakrzewski
- Scritto da: Andrew Dettman

### Trama
Dopo che sei negozi vengono rapinati in poche ore e due ragazzi vengono trovati uccisi, l'FBI si mette sulle tracce di una banda di falsari. Charlie, attraverso complessi ragionamenti matematici che si basano sui posti dove vengono introdotti i soldi contraffatti, cerca di capire dove si trovano i malviventi.
- Riferimenti matematici:
- Wavelet.

## Crisi d'identità
- Titolo originale: Identity Crisis
- Diretto da: Martha Mitchell
- Scritto da: Wendy West

### Trama
Un uomo viene ucciso nello stesso modo in cui era stata assassinata una donna un anno prima. Don, allora, si sente in colpa perché ha paura che l'uomo che ha mandato in galera e che sta scontando la pena per quel vecchio omicidio in realtà possa essere innocente. Decide quindi di riaprire il caso e chiede a Charlie di esaminare nuovamente tutte le prove.
- Riferimenti matematici:
  - Charlie spiega il marketing piramidale adoperato nelle truffe finanziarie e accenna a quante volte è possibile piegare in due un foglio di carta.
  - Con diversi esempi Charlie dimostra che i sistemi di identificazione usati dall'FBI sono soltanto empirici e non garantiscono la totale certezza matematica.
  - Larry parla del paradosso del gatto di Schrödinger.
  - Progressione geometrica.

## Nel centro del mirino
- Titolo originale: Sniper Zero
- Diretto da: J. Miller Tobin
- Scritto da: Ken Sanzel

### Trama
Un cecchino terrorizza gli abitanti di Los Angeles che non si sentono più sicuri di girare per le strade della città. L'uomo, infatti, uccide senza criterio e senza movente molte persone innocenti che non hanno alcun collegamento tra loro. Dalle indagini, però, emerge che a sparare è più di una persona e, grazie a un'intuizione di Don, l'FBI risale al colpevole.
- Riferimenti matematici:
  - Argomento portante dell'episodio è la balistica.
  - Larry cita l'invarianza di Lorenz e il principio di equivalenza di Albert Einstein mentre Charlie scrive sulla lavagna equazioni sul coefficiente di resistenza aerodinamica.
  - Larry, parlando di vita familiare e progenie, fa una curiosa analogia con il ponte di Einstein-Rosen.
  - Vengono citati Malcolm Gladwell e la sua teoria sull'epidemia comportamentale (nota come teoria delle finestre rotte).

## Pericolo in città
- Titolo originale: Dirty Bomb
- Diretto da: Paris Barclay
- Scritto da: Andrew Dettman

### Trama
Un tir che trasporta scorie radioattive sparisce. L'FBI è allertata, ma si decide di non dire nulla alla popolazione per evitare il panico. I terroristi, però, minacciano anche di far esplodere una bomba, a meno che non ricevano 20 milioni di dollari entro le prossime 12 ore. Mentre Don cerca di ritrovare il tir, Charlie e Larry si impegnano a capire dove i terroristi abbiano intenzione di colpire.
- Riferimenti matematici:
  - Episodio con predominanza di nozioni di fisica.
  - Larry e Charlie stanno lavorando a un'equazione relativa al gravitone quando vengono interpellati da Don per informazioni sul cesio (elemento chimico) (137Cs), radioattività e radiazioni ionizzanti. Nella risposta alla domanda i due spiegano brevemente il funzionamento dell'atomo e in particolare delle sue orbite elettroniche.
  - Si ricorre anche a nozioni di urbanistica.
  - Charlie parla di teoria dei giochi e del dilemma del prigioniero.

## L'angelo della vendetta
- Titolo originale: Sacrifice
- Diretto da: Paul Holahan
- Scritto da: Ken Sanzel

### Trama
Uno scienziato impegnato ad elaborare un ambizioso progetto governativo viene trovato morto nella sua villa. Gli agenti capiscono subito che il movente del delitto possa riguardare gli studi del professore anche perché scoprono che dal suo computer sono stati sottratti dei dati importanti riguardanti il progetto, ma scoprono anche che l'uomo era in lite con la moglie dalla quale stava divorziando in maniera piuttosto brusca.
- Guest star: Joseph Gordon Levitt
- Riferimenti matematici:
  - Veloce digressione iniziale sul sistema numerico binario da parte di Charlie.
  - Charlie fa alcuni esempi di crittografia e parla di sabermetrica, ovvero lo studio matematico e statistico applicato al baseball.
  - Charlie dice che per decodificare un programma cancellato adopera un metodo forza bruta.
  - Charlie spiega il funzionamento dello schermo a cristalli liquidi e dell'antenna ad alto guadagno.

## UFO su Los Angeles
- Titolo originale: Noisy Edge
- Diretto da: J. Miller Tobin
- Scritto da: Nicolas Falacci e Cheryl Heuton

### Trama
La United States Air Force riceve diverse segnalazioni sull'avvistamento di un oggetto misterioso nei cieli di Los Angeles. Le autorità temono un imminente attacco terroristico, ma Charlie scopre che si tratta del prototipo di un nuovo velivolo che rivoluzionerà l'industria aerea. Quando, però, l'ingegnere che ha ideato l'apparecchio viene trovato morto l'FBI vuole vederci chiaro.
- Riferimenti matematici:
  - Charlie parla di un sistema (algoritmo squish squash) adoperato per rintracciare un determinato tipo di segnale tra tanti segnali emessi assieme.
  - Calcolo combinatorio.

## Caccia all'uomo
- Titolo originale: Man Hunt
- Diretto da: Martha Mitchell
- Scritto da: Andrew Dettman

### Trama
Un autobus che trasporta alcuni detenuti viene coinvolto in un incidente stradale e due pericolosi criminali ne approfittano per fuggire. Charlie, dopo aver studiato a lungo la dinamica dell'incidente capisce che non è avvenuto per caso, ma che è stato organizzato proprio per riuscire a far evadere uno spietato assassino. Don teme che l'evaso abbia intenzione di vendicarsi della donna che ha testimoniato contro di lui e che l'ha mandato in carcere e si mette sulle sue tracce.
- Riferimenti matematici:
  - Larry è sorpreso di vedere Charlie alle prese con problemi elementari come quelli dei Principi della dinamica.
  - Charlie sta applicando un approccio di inferenza bayesiana all'analisi di serie di dati temporali, per valutare, con i dati disponibili, se un incidente sia frutto di un errore umano o sia di natura dolosa.
  - Nell'analizzare la dinamica dell'incidente Larry e Charlie vi riconoscono una catena di Markov.
  - Charlie cita l'equazione di Chapman-Kolmogorov.
  - Problema di Monty Hall.